# Cyanopepla chelidon
Cyanopepla chelidon är en fjärilsart som beskrevs av Druce 1893. Cyanopepla chelidon ingår i släktet Cyanopepla och familjen björnspinnare. Inga underarter finns listade i Catalogue of Life.